# Курманджи
Курманджи (kurdiya jorîn; کوردیا ژۆرین) е най-разпространеният език от групата на кюрдските езици, които са част от северозападната група ирански езици от индо-иранския клон към индоевропейското езиково семейство. Разпространен е основно в Турция, Иран, Ирак, Сирия.